# Bispegården (Viborg)
 For alternative betydninger, se Bispegården. (Se også artikler, som begynder med Bispegården)
Bispegården i Viborg er bopæl for biskoppen ved Viborg Domkirke og administration for Viborg Stift.
Efter den store bybrand i 1726 brændte Bispegården ned. Den blev i årene 1728-30 genopført, ligesom Domkirken, af arkitekt Claus Stallknecht. Østfløjen, en del af nordfløjen og den store hegnsmur ud til Domkirkestræde blev opført omkring år 1900. Bygningerne har været fredet siden 1919.